# 후쿠모토 도모야
후쿠모토 도모야(일본어: 福元 友哉, 1999년 7월 17일~)는 일본의 축구 선수이다.

## 구단 경력
그는 2018년 J2리그의 파지아노 오카야마에 입단했다. 2023년까지 45경기에 출전하여, 1득점을 넣었다. 2024년 일본 풋볼 리그의 아틀레티코 스즈카로 이적했다.